# Phượng Cách
Phượng Cách là một xã thuộc huyện Quốc Oai, thành phố Hà Nội, Việt Nam.
Xã có diện tích 2,56 km², dân số năm 2022 là 7.525 người, mật độ dân số đạt 2.698 người/km².